# سوزان براشاو
سوزان براشاو (بالإنجليزية: Susan Bradshaw)‏ هي عازفة بيانو بريطانية، ولدت في 8 سبتمبر 1931، وتوفيت في 30 يناير 2005.

## وصلات خارجية
- سوزان براشاو على موقع ميوزك برينز (الإنجليزية)
- سوزان براشاو على موقع ديسكوغز (الإنجليزية)